# Visszaröpítés és összeröpítés
A visszaröpítés és összeröptetés lényege, hogy a hazaszálló méhekből mesterséges rajt alakítanak, amit majd utólag egyesítenek. A mesterséges raj anyabölcsőt vagy fiasítást kap, és abból nevel anyát. A mesterséges raj fiasítása kevés, új fiasítás pedig sokáig nincs, így a nép nagy része gyűjtéssel és mézkészítéssel foglalkozik.
Visszaröpítéskor egy családot áthelyeznek, régi helyükre üres lépekkel és anyanevelésre alkalmas nyílt fiasításos vagy anyabölcsős kerettel megtöltött kaptárat tesznek. A fiasításos lépet méhestül teszik át. Az áthelyezés távolsága 4-5 méter. A műveletre élénk röpködéskor jó sort keríteni, tehát az akác első napjaiban, vagy híg mézet kell befecskendezni, aminek hatására élénk röpködés kezdődik. A művelet után a családot 3-4 napig itatni kell, hiszen elvesztette kijáró méheinek nagy részét.
Hasonló módszer az összeröpítés. Ennél a családokat kisebb, kettes-hármas csoportokban helyezik el. Feltétele, hogy legyen gyűjtés, különben marakodás törhet ki. Az egyesülés lassítása érdekében a közös kaptár röpnyílását szűkítik. Két család összeröpítésekor először az egyiket viszik el, és helyére állítják a mesterséges raj kaptárát. Délután vagy másnap elviszik a másikat is. Annak a visszarepülő gyűjtői is a raj kaptárába fognak bekéredzkedni, mert az van legközelebb a régi helyükhöz.  Ha három családot röpítenek össze, akkor először a középsőt cserélik ki, majd a másik kettőt. Az elvitelre reggel, délelőtt és délután, vagy egymást követő napokon kell sort keríteni. Az üres lépeket az áthelyezendő családoktól gyűjtik össze, és műléppel pótolják őket. Az áthelyezett családokat 3-4 napig itatni kell.
A módszer egyszerűbb, mint a fiasítás korlátozása, a kétcsaládos rendszer vagy a rajoztatásos egyesítés. Nem szükséges megkeresni az anyát, és zárkázásra, anyarácsra sincs szükség. Kis kaptárakat használó méhészetekben kedvező, mert a kis kaptárak hamar zsúfolttá válnak, és a családok rajzásra gondolnak. Ezzel a módszerrel a rajzás is megelőzhető. Több kaptárt igényel. Összeröpítéskor a méhek ingerültek lehetnek. Mivel a mesterséges raj több család méheiből készül, a betegségek is könnyebben terjedhetnek.